# أجيس الثاني
أجيس الثاني ملك إسبرطة هو ابن أرخيداموس الثاني ويسمى عادة أجيس الأول وقد خلف أباه عام 427 تقريبا و كان القائد العام لكل الإسبرطيين من هجومه على أتيكا عام 425 ق م إلى قرب نهاية الحرب البيلوبونيسية، وبعد نهاية سلام نيكياس عام 421 ق م تقدم نحو أرغوس لكي يحمي إبيداوروس واستطاع أن يناور في المعركة ضد جيش أرغوس وكان باديا أن النصر له ولكن عقد هدنة لأربع شهور وسحب قواته.
كان الاسبرطيون ساخطين منه، وعندما قام الأرغوسيين وحلفائهم باحتلال أورخومينوس في أركاديا في تجاهل صارخ للهدنة وتأهبوا للهجوم على تيجيا، لم يكن لغضب الاسبرطيين حدود ونجا أجيس من حرق منزله ووعد بان يكفر عن خطأه بأن يحرز الانتصار، هذا ما حدث عندما أنزل بالأرغوسيين وحلفائهم هزيمة منكرة في معركة مانتينيا عام 418 ق م. وفي شتاء 417 – 16 نظم حملة أخرى إلى أرغوس وأدت إلى تدمير أسوار المدينة واحتل هيسياي.
وفي عام 413 قام بحصين ديكيليا في أتيكا بناء على اقتراح ألكيبيادس، وهناك بدأ يدير الهجمات حتى بعد معركة أيغوسبوتامي عام 405 إلى أن حاصر أثينا عام 404 وانتهت باستسلام المدينة ونهاية الحرب البيلوبونيسية. وغزا واجتاح إليس مرارا وأجبر أهلها على أن يعترفوا بحرية البريويكي (أهل لاكونيا المعتمدين على إسبرطة) وأن يسمحوا للإسبرطيين بالمشاركة في الأضحيات والألعاب الأولمبية.
أصابه المرض في طريق عودته من دلفي حيث أراد أن يهب جزءا من الغنائم للمعبد ومات في إسبرطة وكان موته على الأرجح سنة 401 ق م ودفن في موكب مهيب.